# Alan Danson
Alan Spencer Danson (* 27. Januar 1933 in Wigan; † 16. August 1988 in Belmont (Westaustralien)) war ein britischer Radrennfahrer.

## Sportliche Laufbahn
Danson war Bahnradsportler und Teilnehmer der Olympischen Sommerspiele 1956 in Melbourne. Im 1000-Meter-Zeitfahren belegte er gemeinsam mit Boris Sawostin und Luis Serra den 5. Platz.
1956 wurde er britischer Vize-Meister im Tandemrennen mit Jack Tighe als Partner.